# Vasagatan, Göteborg
Vasagatan i centrala Göteborg är en drygt 900 meter lång esplanad. Den sträcker sig i öst- västlig riktning från Heden i öst till Sprängkullsgatan i väst och korsar i sin sträckning Kungsportsavenyen och Vasaparken. Gatans namn kommer från kung Gustav Vasa. Längs med större delen av gatan är den en esplanad, det vill säga en bred gata med motriktade körbanor och en åtskiljande promenadväg med omgivande trädplantering.

## Historik

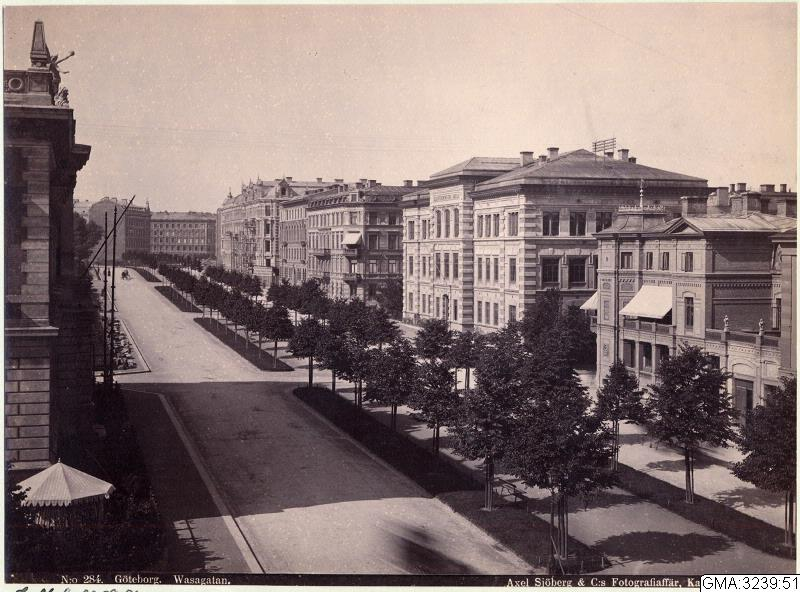
Vasagatan ca år 1900 sett från Kungsportsavenyen med Valandhuset till vänster och till höger syns först Kvarteret Kalmarehus och därefter Chalmerska Institutets hus.

Stadsdelen bebyggdes till största delen mellan 1870 och 1920, och här finns en stor mängd välbevarade stenhus. Stadsdelens utformning bestämdes i en stadsplanetävling som utlystes 1861, Sveriges första. Tjugotre förslag kom in, men inget av dem bedömdes vara så bra att det var värt första pris.
Istället fick två förslag varsitt andra pris, och de två förslagen låg till grund för den stadsplan som togs fram 1866. Enligt den så skulle stadsdelen bebyggas med fyrkantiga kvarter och ha breda gator. Inspiration hämtades från Paris och Wien.[källa behövs]
Alléträden längs gatan består av lindar som inköptes som plantor från Nederländerna i mitten av 1870-talet. De unga lindarna planterades på våren 1875–1877. I början av 1900-talet bestod trädbeståndet till cirka 160 lindar och 22 lönnar.
I mitten av 1980-talet fanns 226 träd kvar, varav ett trettiotal hade kompletterats de föregående 10–20 åren.
På Vasagatan ligger etablissemang och institutioner som exempelvis Restaurant Kometen, Konsthögskolan Valand, Valandhuset med sin festvåning, Röhsska museet, Göteborgs universitets huvudbyggnad, Schillerska gymnasiet, Tomtehuset, Handelshögskolan och Göteborgs gamla stadsbibliotek som numera är ett av universitetets bibliotek. Områdets kvarter är präglat av studentliv och konstgallerier.
Namnet Vasagatan fastställdes 1882. Den är huvudgata i stadsdelen Vasastaden, som den även gett namn åt. Den andra stadsdelen som berörs av Vasagatan är Lorensberg och Haga.
Vasagatan skulle egentligen bestå av två gator, skilda av en allé i mitten. De skulle heta Stora Norra– samt Stora Södra Allégatan, men 1867 slog man samman namnen till Stora Allégatan. Detta namn hade gatan fram till 1882, då Stora Allégatan döptes om till Vasagatan.

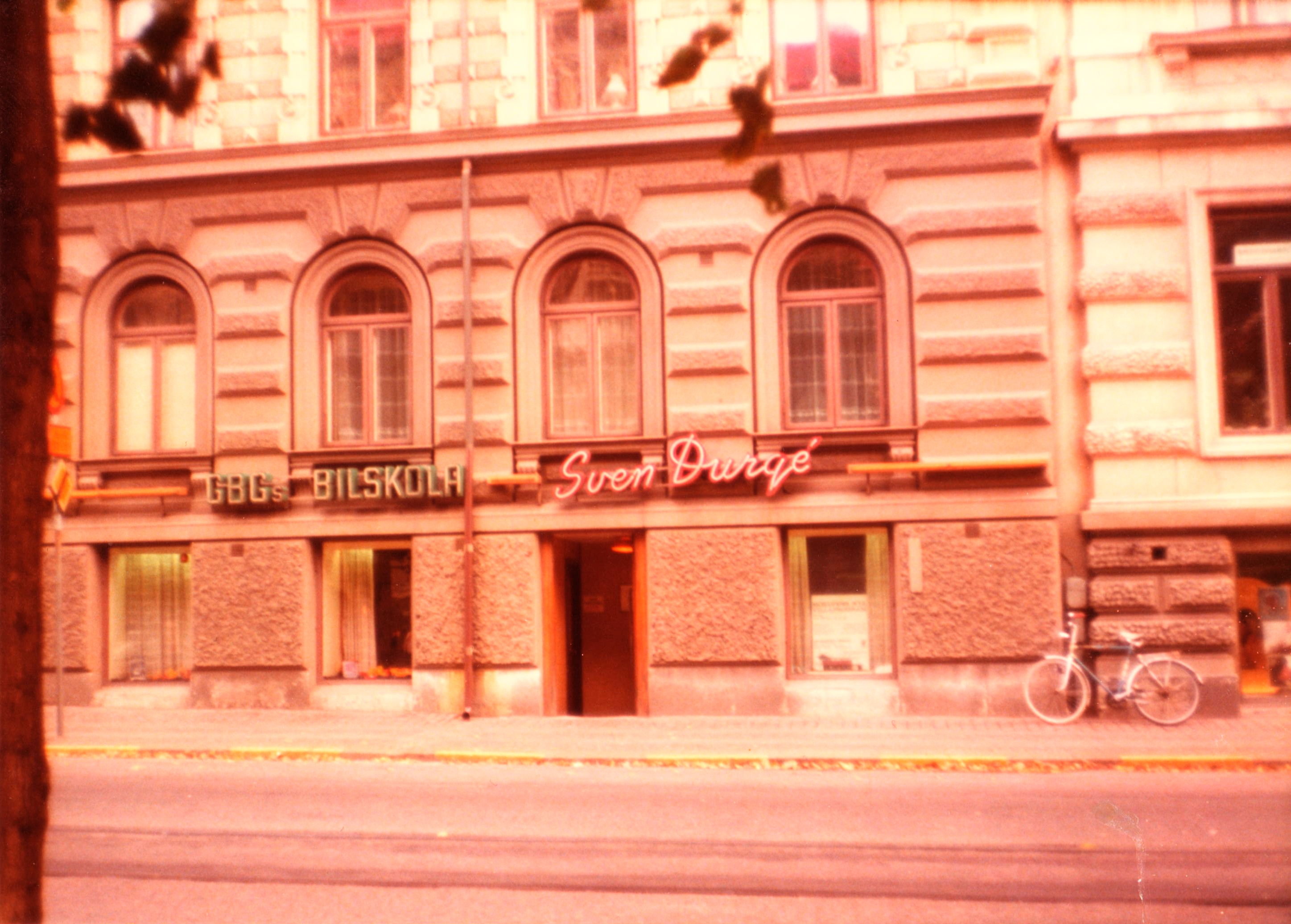
Sven Durgé bilskola, nära Vasaplatsen 1975.

## Byggnader längs Vasagatan i urval
- Barnbördshuset, Vasagatan 1. Uppfört 1875  Byggdes till 1906 och 1911. Göteborgs Högre Samskola inrymdes här 1901–1969.[1] Byggnaden är riven.[7]
- Handelshögskolan vid Göteborgs universitet, Vasagatan 1.
- Samhällsvetenskapliga biblioteket, Vasagatan 2, som ritades av arkitekt Hans Hedlund.
- Tomtehuset, Vasagatan 11/Viktoriagatan. Uppfört 1890 efter Hans Hedlunds och Yngve Rasmussens ritningar, på uppdrag av S.A. Hedlunds familj.[8]
- Heymanska villan, Vasagatan 16, vilken ritades av arkitekt Adrian C. Peterson.
- Schillerska gymnasiet, Vasagatan 19, ritad av arkitekt Hans Hedlund.
- Röhsska museet, Vasagatan 37-39, av arkitekt Carl Westman.
- Universitetsbyggnaden i Vasaparken, Vasagatan 25-31, vilken ritades av arkitekterna Ernst Torulf och Erik Hahr
- Valandhuset, Vasagatan 41, efter ritningar av arkitekt Georg Krüger.
- Kvarteret Örup, Vasagatan 43A efter ritningar av arkitekt Adrian C. Petersson.
- Kvarteret Kalmarehus, Vasagatan 52-54, troligen efter ritningar av arkitekt August Krüger.